# Бабичев, Михаил Анатольевич
Михаил Анатольевич Бабичев (бел. Міхаіл Анатолевіч Бабічаў; род. 2 февраля 1995, Поставы, Витебская область) — белорусский футболист, полузащитник.

## Клубная карьера
Воспитанник поставской академии ПМЦ, основателем которой был его отец Анатолий Бабичев. В 2012 году перешёл в состав казанского «Рубина», где выступал за дубль. В августе 2014 года оставил «Рубин», пополнив состав клуба итальянской Серии D «Крас», однако из-за проблем с документами клуб сумел заявить игрока на чемпионат только в конце 2014 года.
Летом 2015 года вернулся в Беларусь. Тренировался вместе с «Витебском», который возглавил бывший тренер Михаила в академии ПМЦ Сергей Ясинский, однако клуб не успел заявить его на чемпионат. В результате в октябре пополнил состав перволиговой «Оршы».
По окончании сезона, в декабре 2015 года подписал контракт с «Витебском». 2 апреля 2016 года дебютировал в высшей лиге, отыграв все 90 минут матча против «Минска» (0:1) на позиции опорного полузащитника. Позже сумел закрепиться в опорной зоне в стартовом составе витебчан.
В декабре 2017 года перешёл в «Торпедо-БелАЗ».
В феврале 2019 года перешёл в «Неман» (Гродно). Перед тем как начать тренироваться с гродненским клубом прошёл безуспешный просмотр в «Ислочи». Начинал сезон 2019 в основном составе гродненцев, но с лета потерял место в составе. В декабре 2019 года покинул «Неман».
В феврале 2020 года перешел в латвийский РФС. В марте 2021 стал игроком эстонского клуба «Нымме Калью». В январе 2024 года футболист покинул эстонский клуб.

## Карьера в сборной
Вызывался на товарищеские матчи и сборы юношеских сборных Беларуси. В сентябре 2013 года, будучи игроком российского «Рубина», отказался от очередного вызова. Позже объяснил отказ отсутствием игровой практики на сборах.
26 марта 2016 года дебютировал в молодёжной сборной Беларуси в товарищеском матче против Польши (0:3).

## Достижения
- Серебряный призёр чемпионата Латвии: 2020